# コカコーラ・キッド
『コカコーラ・キッド』（The Coca-Cola Kid）は1984年製作のオーストラリア映画。

## 概要
監督はセルビア出身のドゥシャン・マカヴェイエフが行い、カンヌ国際映画祭パルム・ドール賞にノミネートされた。
日本では1987年10月31日、シネマテンで公開された。その後VHSがアスミックより発売。

## ストーリー
コカコーラ社のやり手の営業マンであるベッカーは、オーストラリア支社に配属される。支社に着くと美人秘書のテリーとできてしまう。ベッカーはオーストラリアの奥地で、コカコーラが全く売れていない地域を見つけ、テリーの反対を押し切り現地へ向かう。
現地のアンダースン渓谷に着くと、そこは地主のジョージ・マクドウェル男爵が、コカコーラに似た"マクコーク"という飲料を売り出していた。ベッカーは密かにマクドウェルの工場に侵入するが、見つかってしまう。しかしベッカーの大胆な行動を気に入ったマクドウェルは、自ら工場を案内しコカコーラ社との提携も申し出る。
しかし、提携の条件は滅茶苦茶で、さらに秘書のテリーがマクドウェルの娘であることが分かり、ベッカーは悪戦苦闘する。

## スタッフ
- 監督：ドゥシャン・マカヴェイエフ
- 原作・脚本：フランク・ムーアハウス

- 製作総指揮：レイ・リスゴー
- 製作：デヴィッド・ロウ
- 撮影：ディーン・セムラー
- 音楽：ティム・フィン

## キャスト
- ベッカー - エリック・ロバーツ
- テリー - グレタ・スカッキ
- ジョージ・マクドウェル - ビル・カー
- キム - クリス・ヘイウッド
- ジュリアナ - クリス・マッケイド

## 評価
映画評価サイトのRotten Tomatoesは、16件のレビューに基づき44％の支持率を示している。
カンヌ国際映画祭パルム・ドール賞にノミネートされた。またオーストラリア映画協会賞において、製作陣が脚本賞、撮影賞、音響賞、音楽賞などにノミネートされるが、いずれも受賞には至らなかった。